# Kiss FM (Portugal)
Kiss FM is een commercieel radiostation uit Portugal, opgericht in 1992, eigendom van Global Diffusion, SGPS, SA.

## korte beschrijving
Kiss FM is een radio met een vergunning om uit te zenden in de gemeente Albufeira, Algarve, en zendt voornamelijk in het Engels uit. De radio heeft als doel de Engels/Britse gemeenschap in de Algarve te bereiken. Een klein percentage van de uitzendingen is in het Portugees (bijv. korte nieuwsprogramma's). De uitzendingen worden gedaan vanuit de studio's in Albufeira.
Een van de belangrijkste programma's van Kiss FM is de Kiss FM Breakfast Show, gepresenteerd door Si Frater sinds 2012.

## Afbeeldingengalerij

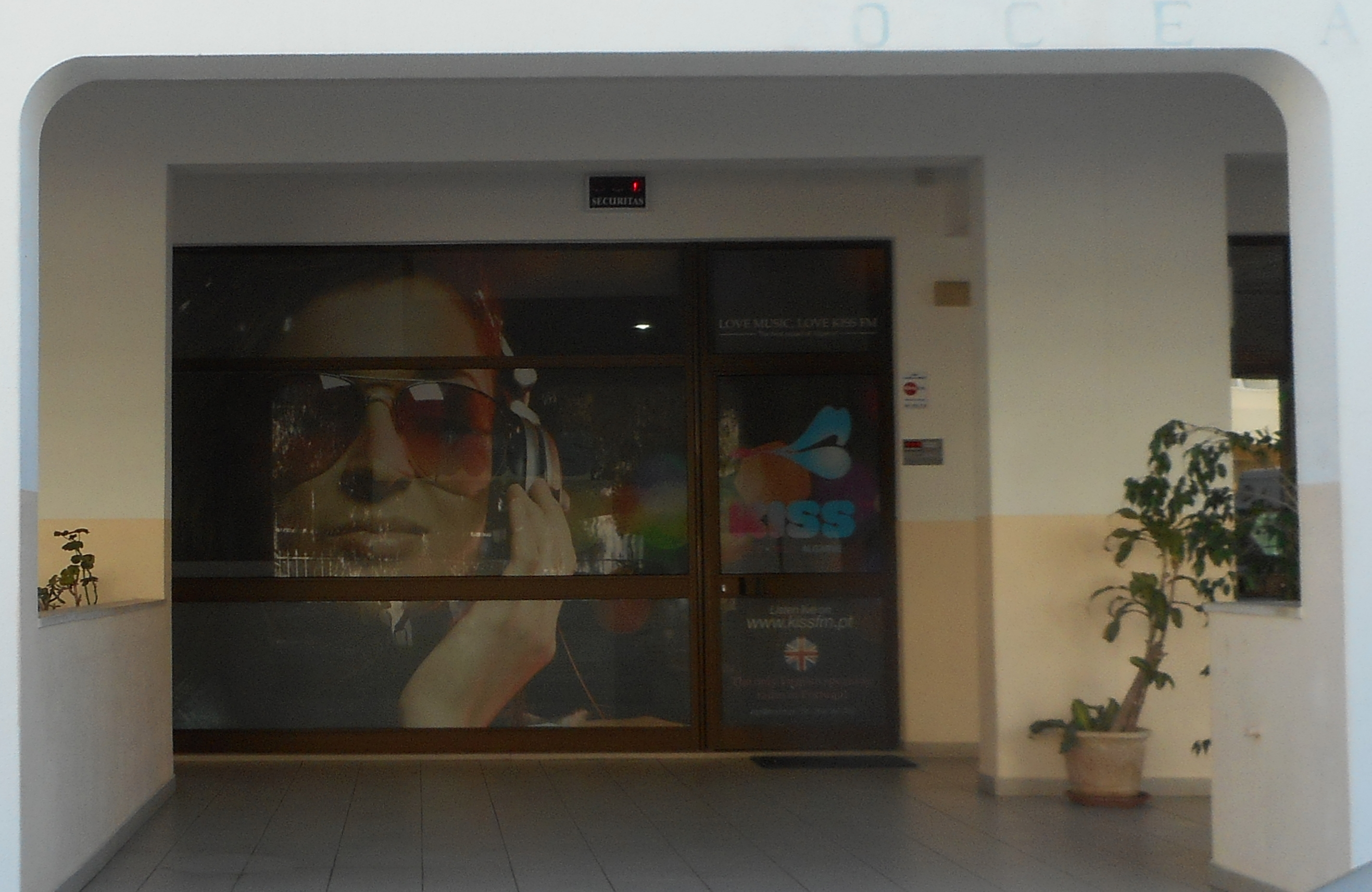
De studio's in Albufeira
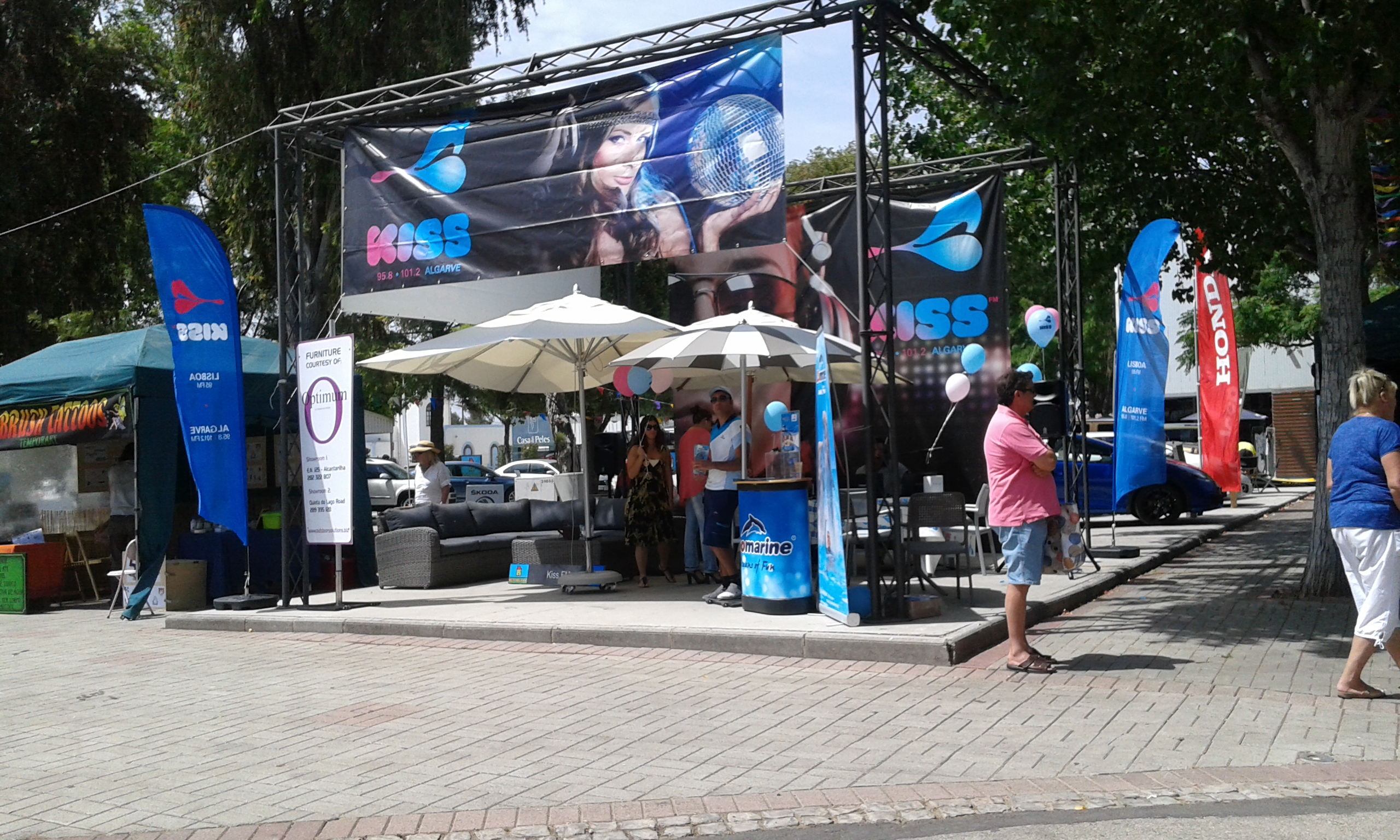
Openluchtuitzending in 2015